# Junior-Ingenieur-Akademie
Die Junior-Ingenieur-Akademie (JIA) ist ein Bildungsangebot für Schüler der gymnasialen Mittelstufe. Das von der Deutsche Telekom Stiftung 2005 initiierte Projekt wird als Wahlpflichtfach in der 8. und 9. bzw. 9. und 10. Jahrgangsstufe an einigen Schulen angeboten. Ziel ist es, für das Berufsbild des Ingenieurs zu begeistern, ihnen den Übergang von der Schule zur Hochschule erleichtern und ihre Kompetenzen frühzeitig zu fördern.
Alleinstellungsmerkmale der JIA sind die Kooperation von Schule, Wirtschaft und Wissenschaft sowie deren feste Verankerung im Unterrichtslehrplan. Jugendliche erfahren sowohl in der Schule als auch in Hochschulen, wissenschaftlichen Einrichtungen und Unternehmen, wie die Ausbildung und Arbeitswelt von Ingenieuren, Wissenschaftlern und Forschern in ihren vielen Facetten aussieht.
Die Deutsche Telekom Stiftung unterstützt bundesweit bislang 103 Akademien, in denen die Schüler theoretische und praktische Grundlagen zum Beispiel in Elektro- und Solartechnik, Maschinenbau oder Robotik kennenlernen können.

## Hintergrund
In Deutschland werden Naturwissenschaftler, Ingenieure und weitere Fachkräfte im Bereich Mathematik, Informatik, Naturwissenschaft und Technik (MINT-Fächer) gesucht. Aber obwohl die Perspektiven in diesen Berufen groß sind, entscheiden sich viele junge Menschen für andere Karrieren. Ein wesentlicher Grund dafür sind häufig fehlende Kenntnisse darüber, was sich hinter wissenschaftlichen oder technischen Berufsbildern verbirgt. Diese Lücke schließt die Junior-Ingenieur-Akademie. Der Unterricht umfasst in der Regel drei Stunden pro Woche – ein Großteil außerhalb der Schule in Unternehmen und wissenschaftlichen Einrichtungen.

## Kooperationen
Zur Förderung von Mädchen kooperiert die Deutsche Telekom Stiftung mit der Fraunhofer-Gesellschaft, dabei wird ein  Förderprogramm von der Mittelstufe bis zum Studienbeginn angeboten. Die Partner verzahnen dazu ihre Projekte Junior-Ingenieur-Akademie (Mittelstufe) und Fraunhofer Talent School (Oberstufe).
Das Bundesministerium für Bildung und Forschung fördert die Koordination des Projekts auf Seiten der Fraunhofer-Gesellschaft im Rahmen des „Nationalen Pakts für Frauen in MINT-Berufen“. Eine Kooperation der Junior-Ingenieur-Akademie wird beispielsweise mit dem Fraunhofer IFAM (Institut für Fertigungstechnik und Angewandte Materialforschung) in Bremen durchgeführt.
Der Bildungsdienst des Districts 1810 des Rotary International kooperiert seit Juli 2011 mit dem Inda-Gymnasium in Aachen.
Vorbild der JIA sind die Schüler-Ingenieur-Akademien (SIA) in Baden-Württemberg, die sich im Unterschied zur JIA an Schüler der gymnasialen Oberstufe richten und als Arbeitsgemeinschaft oder als Seminarkurs geführt werden. Der Arbeitgeberverband Südwestmetall, der die SIA maßgeblich unterstützt, ist auch Kooperationspartner der Deutsche Telekom Stiftung bei der Verbreitung der JIA in Baden-Württemberg.

## Teilnehmende Schulen
An folgenden Schulen sind mit Unterstützung der Deutsche Telekom Stiftung Junior-Ingenieur-Akademien eingerichtet worden:
- Aalen: Theodor-Heuss-Gymnasium
- Aachen: Inda-Gymnasium, Einhard-Gymnasium
- Backnang: Max-Born Gymnasium
- Bad Marienberg: Evangelisches Gymnasium Bad Marienberg
- Baldham: Humboldt-Gymnasium Vaterstetten
- Bargteheide: Anne-Frank-Schule Bargteheide[12]
- Bensberg: Otto-Hahn-Gymnasium
- Berlin: Romain-Rolland-Gymnasium
- Bochum: Heinrich-von-Kleist-Schule Bochum
- Bonn: Liebfrauenschule, Sankt-Adelheid-Gymnasium, Hardtberg Gymnasium
- Bottrop: Josef-Albers-Gymnasium
- Bremen: Ökumenisches Gymnasium zu Bremen, Gymnasium Vegesack
- Brühl: Max Ernst Gymnasium
- Castrop-Rauxel: Adalbert-Stifter-Gymnasium
- Duisburg: Bischöfliches Abtei-Gymnasium, Max-Planck-Gymnasium
- Elsterwerda: Elsterschloss-Gymnasium
- Eschweiler: Waldschule Eschweiler Städtische Gesamtschule, Städtisches Gymnasium Eschweiler
- Eschwege: Brüder-Grimm-Schule
- Finsterwalde: Sängerstadt-Gymnasium
- Frankfurt am Main: Ziehenschule, Wöhlerschule, Elisabethenschule, Gymnasium Riedberg
- Frechen: Gymnasium der Stadt Frechen
- Freiburg: Goethe-Gymnasium Freiburg
- Friedrichshafen: Mädchenrealschule St. Elisabeth
- Gelsenkirchen: Grillo Gymnasium
- Gießen: Liebigschule
- Halle (Saale): Georg-Cantor-Gymnasium, Christian-Wolff-Gymnasium, Gymnasium Südstadt Halle, Elisabeth-Gymnasium[13]
- Hennef: Städtisches Gymnasium
- Herzberg: Philipp-Melanchthon-Gymnasium Herzberg/Elster
- Hilchenbach Stift Keppel
- Jülich: Gymnasium Haus Overbach
- Kaiserslautern: Heinrich-Heine Gymnasium, Gymnasium am Rittersberg
- Karlsruhe: Fichte-Gymnasium
- Kassel: Georg-Christoph-Lichtenberg-Schule
- Kerpen: Europagymnasium Kerpen
- Köln: Erzbischöfliche Ursulinenschule
- Königswinter: CJD Christophorusschule
- Kulmbach: Markgraf-Georg-Friedrich-Gymnasium
- Lahr/Schwarzwald: Clara-Schumann-Gymnasium Lahr
- Langerwehe: Gesamtschule Langerwehe
- Leipzig: Max-Klinger-Schule, Werner-Heisenberg-Schule, Neue Nikolaischule, Immanuel-Kant-Gymnasium
- Lennestadt: Gymnasium Maria Königin
- Magdeburg: Gemeinschaftsschule „Oskar Linke“
- Marl: Albert-Schweitzer-/Geschwister-Scholl-Gymnasium
- Moers: Hermann-Runge-Gesamtschule Moers
- Mönchengladbach: Städtisches Mathematisch-Naturwissenschaftliches Gymnasium
- Mülheim an der Ruhr: Karl-Ziegler-Schule
- Münster: Kardinal-von-Galen-Gymnasium
- Neunkirchen: Gymnasium am Krebsberg
- Nordhorn: Gymnasium Nordhorn
- Oberhausen: Freiherr-vom-Stein-Gymnasium
- Offenbach am Main: Albert-Schweitzer-Schule
- Osterholz-Scharmbeck: Gymnasium Osterholz-Scharmbeck
- Remagen: Gymnasium Nonnenwerth
- Regensburg: Goethe-Gymnasium (Regensburg), Gymnasium der Regensburger Domspatzen
- Rüsselsheim: Immanuel-Kant-Schule
- Schweinfurt: Alexander-von-Humboldt-Gymnasium
- Schwerte: Ruhrtal Gymnasium
- Siegen: Gymnasium Auf der Morgenröthe
- Wegberg: Maximilian-Kolbe-Gymnasium
- Weil der Stadt: Johannes-Kepler-Gymnasium
- Wesel: Andreas-Vesalius-Gymnasium
- Windeck: Bodelschwingh-Gymnasium Herchen
- Wismar: Gerhart-Hauptmann-Gymnasium
- Witzenhausen: Berufliche Schulen des Werra-Meißner Kreises
- Wuppertal: Gymnasium Bayreuther Straße, Carl-Duisberg-Gymnasium
- Würzburg: Matthias-Grünewald-Gymnasium
- Xanten: Stiftsgymnasium

## Publikationen
Das im Herbst 2010 erschienene Magazin „Junior-Ingenieur-Akademie“ bietet Informationen rund um den Aufbau und die Umsetzung einer JIA. Erfahrungsberichte und praktische Tipps der beteiligten Schulen, wissenschaftlichen Einrichtungen und Unternehmen ergänzen die Publikation; Druckausgabe bei der Deutsche Telekom Stiftung kostenlos erhältlich.